# 扎因丁·阿里·伊本·侯赛因·安萨里
扎因丁·阿里·伊本·侯赛因·安萨里（羅馬化：Zaynuddīn ʿAlī ibn Ḥusayn Anṣārī；1330年—1404年），又名哈吉·扎因丁·阿塔尔（羅馬化：Hāji Zaynuddīn ʿAttār；别译再努丁·艾塔尔）、哈吉·扎因·阿塔尔（羅馬化：Hāji Zayn al-ʿAttār；别译阿吉·再努勒·艾塔尔），是波斯设拉子的医学家，以《拜地依药书》（羅馬化：Ikhtiyārāt-i Badīʿī）著称。中文资料则以为他是忽炭人。